# Kapasan (ort i Indien)
Kapasan är en ort i Indien.   Den ligger i distriktet Chittaurgarh och delstaten Rajasthan, i den centrala delen av landet, 500 km sydväst om huvudstaden New Delhi. Kapasan ligger 449 meter över havet och antalet invånare är 18 705.
Terrängen runt Kapasan är platt. Runt Kapasan är det tätbefolkat, med 369 invånare per kvadratkilometer. Kapasan är det största samhället i trakten. Trakten runt Kapasan består till största delen av jordbruksmark.